# Entre tú y yo (álbum de Salserín)
Entre tú y yo es un álbum de estudio de la orquesta venezolana Salserín.

## Lista de canciones
1. «Entre tú y yo»
2. «Amor a primera vista»
3. «Tu mamá y tu corazón»
4. «Se minimizó este amor»
5. «Un beso no es pecado»
6. «El mini sonero»
7. «Blanco y negro»
8. «Quiero vivir y soñar»
9. «Un pedazo de mi vida»
10. «Rosa en la playa»
11. «Miraré para arriba»
12. «Mi bicicleta»
13. «Tú eres la que amo»
14. «Entre tú y yo» (balada)

- Datos: Q5834428